# Васёв, Пётр Иванович
Пётр Ива́нович Васёв (2 сентября 1901, Соликамский уезд, Пермская губерния — 29 октября 1979, Одесса) — секретарь Новороссийского горкома ВКП(б) (1941), начальник Одесского морского порта, директор проектно-изыскательского и научно-исследовательского института морского транспорта «ЧерноморНИИпроект» и, одновременно, заместитель директора научно-исследовательского института «СоюзморНИИпроект».

## Биография
Васёв Пётр Иванович родился 2 сентября 1901 года в деревне Бурган Усть-Косвинской волости Соликамского уезда Пермской губернии.
- 1917 год — матрос, подручный, помогатель на судах Камского речного пароходства.
- 1922 год — призван на срочную службу в Красную Армию.
- 1933 год — окончил Ленинградский институт инженеров морского транспорта.
- 1933 год — техник, инженер, главный инженер Новороссийского морского торгового порта.
- Август 1941 года — секретарь Новороссийского горкома ВКП(б).
- 1942—1943 годы — командир Новороссийского куста партизанских отрядов.
- Сентябрь 1943 года — второй секретарь Новороссийского горкома ВКП(б).
- 1944—1949 годы — начальник Новороссийского морского торгового порта.
- 1949—1954 годы — начальник Одесского морского порта.
- 1954 год — заместитель начальника Черноморского пароходства по портам.
- 1961—1964 годы — директор проектно-изыскательского и научно-исследовательского института морского транспорта «ЧерноморНИИпроект».
  - Одновременно являлся заместителем директора научно-исследовательского института «СоюзморНИИпроект».
- 1964 год — вышел на пенсию.

Пётр Иванович скончался 29 октября 1979 года; похоронен в городе Одессе.

## Награды
Ордена:
- Ленина,
- Трудового Красного Знамени,
- Красной Звезды;

Медали:
- «За трудовую доблесть»,
- «За оборону Кавказа»,
- «За победу над Германией в Великой Отечественной войне 1941—1945 гг.»,
- «За доблестный труд в Великой Отечественной войне 1941—1945 гг.»
- и другие.

Также:

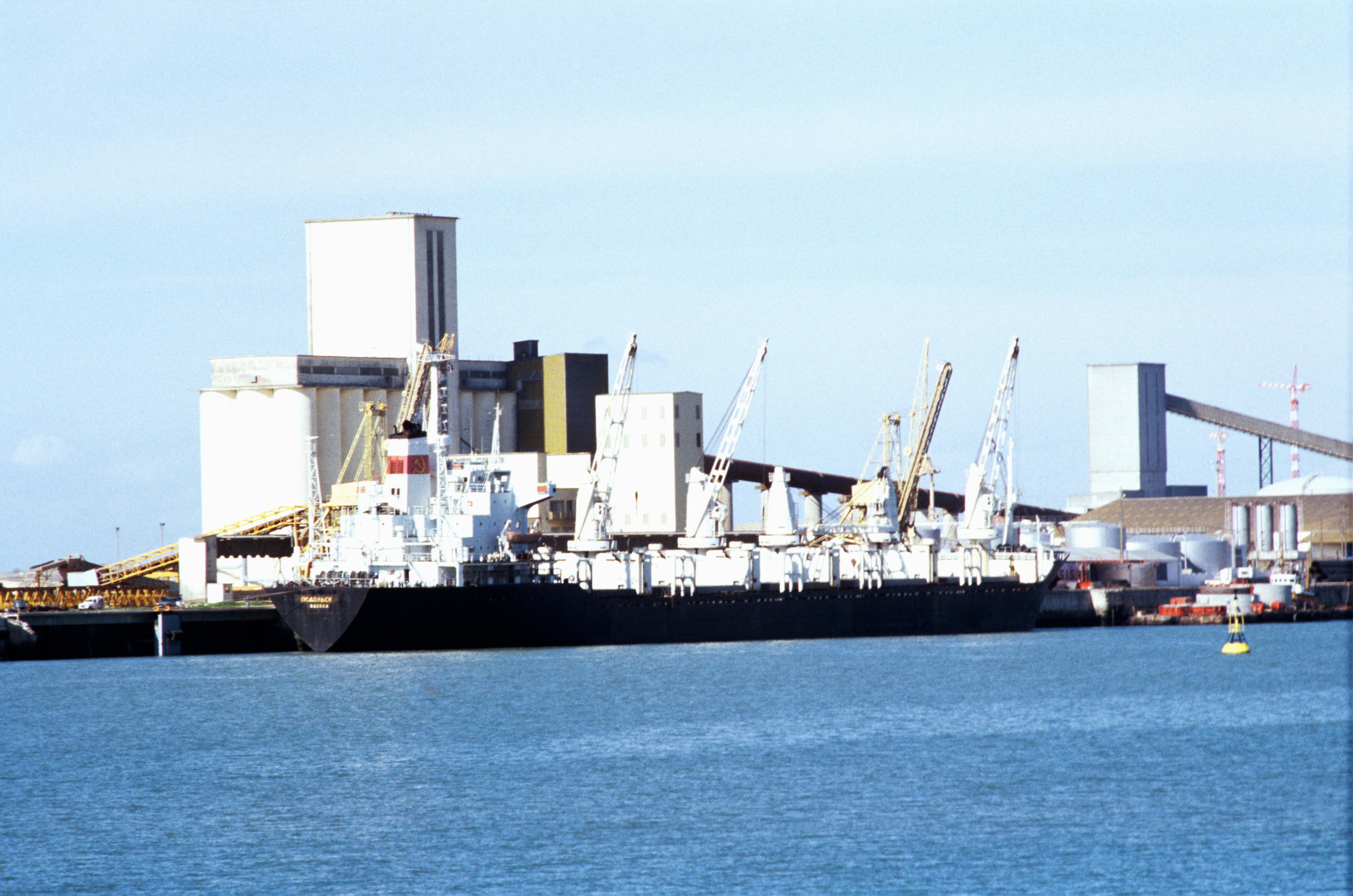
Балкер «Подольск» (до сентября 1986 «Пётр Васёв»).

- нагрудный знак «Почётный работник морского флота».
- 1971 — Почётный гражданин города Новороссийска.

## Память
В память о Петре Ивановиче был назван теплоход (балкер) «Пётр Васёв», построенный в 1981 году на японской верфи «Minaminippon Shipbuilding» в Усуки и переданный в 1985 году Черноморскому морскому пароходству. Теплоход специализировался на перевозке зерна.
Именем Васёва названа улица в Новороссийске.